# Iglatjärnen (Tölö socken, Halland)
Iglatjärnen är en sjö i Kungsbacka kommun i Halland och ingår i Kungsbackaåns huvudavrinningsområde. Sjön är 6 meter djup, har en yta på 0,037 kvadratkilometer och är belägen 105 meter över havet.